# كارل دبليو. والتر
كارل دبليو. والتر (بالإنجليزية: Carl W. Walter)‏ هو جراح أمريكي، ولد في 1906 في كليفلاند في الولايات المتحدة، وتوفي في 1992 في كامبريدج في المملكة المتحدة.